# Quivira
Quivira é um lugar nomeado pelo explorador espanhol Francisco Vázquez de Coronado em 1541, como uma das míticas Sete Cidades de Ouro que nunca encontrou. A maioria das autoridades acredita que a localização de Quivira fica no centro do Cansas, perto da atual Lyon, estendendo-se para nordeste até Salina. Os quiviranos eram os ancestrais dos índios uichitas modernos e das tribos cadoanas, como os pawnees ou aricaras. A cidade de Etzanoa, que floresceu entre 1450 e 1700, é considerada parte de Quivira.